# Daniël Vosmaer

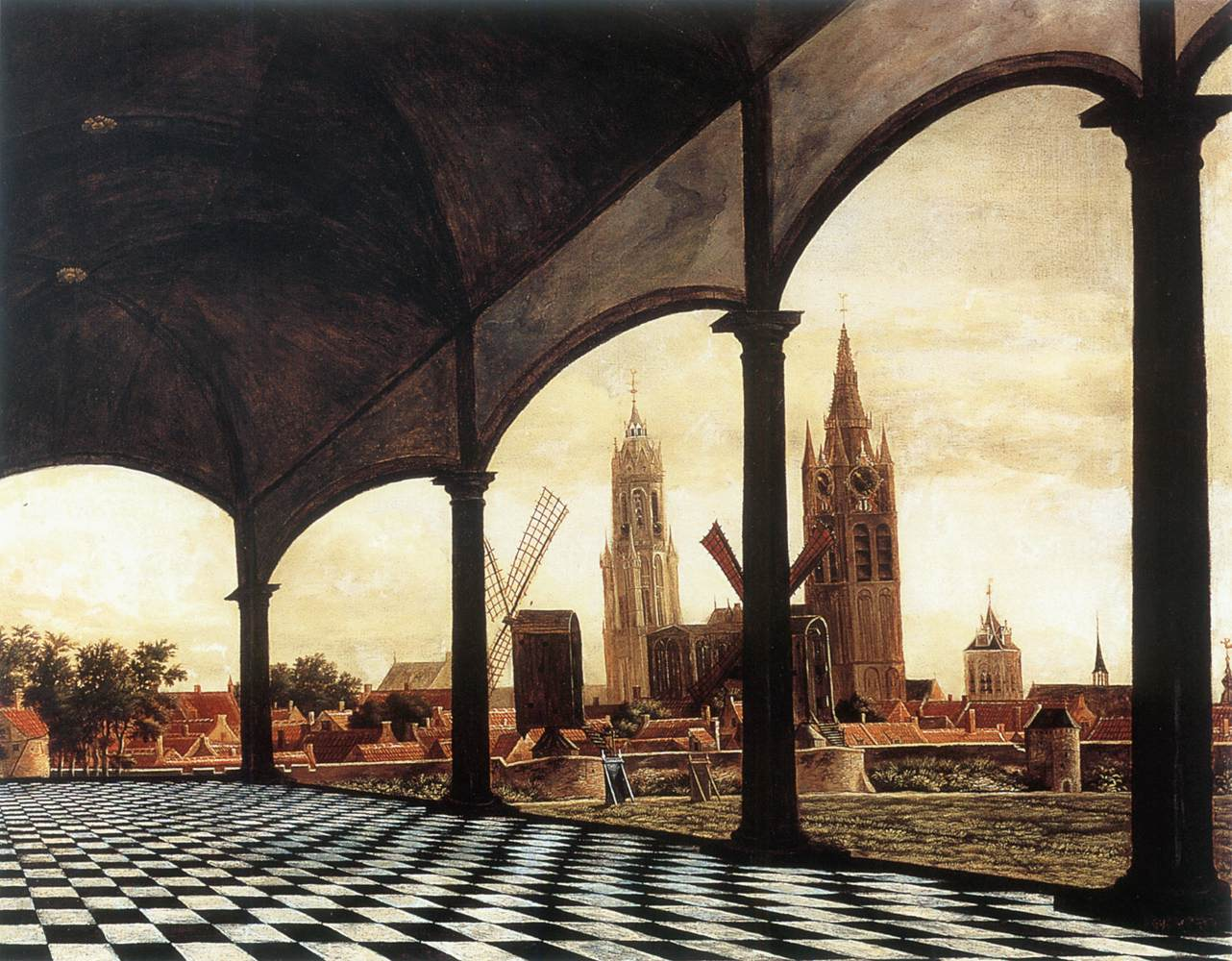
Gezicht op Delft met een fantasieloggia, 91x113 cm, Prinsenhof, Delft, 1663

Daniël Vosmaer (Delft, 1622 - Den Briel, na 1666) was een Nederlands kunstschilder behorend tot de Hollandse School. Hij schilderde landschappen en stadsgezichten.
Daniel Vosmaer was de zoon van Arent Woutersz Vosmaer, goudsmid te Delft. Hij werd op 13 oktober gedoopt. Hij drie zussen en drie broers, waarvan Claes ook kunstschilder was. Hij was waarschijnlijk een leerling van zijn oom Jacob Vosmaer.
14 Oktober 1650 werd hij lid van het Sint-Lucasgilde te Delft. Uit een aantal documenten blijkt een samenwerking met Carel Fabritius, maar Vosmaer woonde toen al in Den Briel, ofschoon hij zijn burgerschap van Delft behield. Hij was in 1661 getrouwd met Annetje Eduwards de Neeff, weduwe van de Brielse bakker Jan Wisse. Daniël was net als zijn broer Abraham betrokken bij de inning van belasting op wijn en bier en had daarom een behoorlijk inkomen en contacten met de regenten van Den Briel.
Het echtpaar had vijf kinderen.
- Biografisch Portaal: 07044057
- Digitale Bibliotheek voor de Nederlandse Letteren: vosm009
- RKD-Nederlands Instituut voor Kunstgeschiedenis: 81958
- Union List of Artist Names: 500011306
- Virtual International Authority File: 95749879